# Raffaele Migliaccio
Pour les articles homonymes, voir Raffaello.
Raffaele Migliaccio, dit Raffaello (né le 5 avril 1987 à Naples) est un chanteur italien, qui entama très jeune sa carrière artistique.

## Biographie
À l'âge de douze ans sort le premier album de Raffaello, Figlie di strada (1999), suivi, six ans plus tard, d'un deuxième album intitulé Qualcosa da dirvi (2005). La chanson Scivola quel jeans remporte un franc succès, et Raffaello se fait connaître de plus en plus, à Naples et dans les alentours.
En 2006, il publie un troisième album, La nostra storia.
Son concert au Palacasoria de Naples a réuni 7 000 personnes en deux jours.
Il est également l'un des piliers de la musique Pop Nap Sound, un nouveau style qui mêle la pop et le style napolitain.

## Discographie
- Figlie di strada (1999)
- Qualcosa da dirvi (2005)
  - Si ce tiene pe' st'ammore
  - Ce suoffre ancora
  - Scivola quel jeans
  - Se ancora non ti va
  - Vai via adesso
  - So' femmene
  - Nun ce fanno lassà
  - Nun fa pe' tte
- La nostra storia (2006)
  - La nostra storia
  - 'O vuò bbene ancora
  - Vivo di te
  - Tirati su quei pantaloni
  - Te vengo a piglià
  - Tuo padre non vuole
  - Una storia per metà
  - Nun po' continuà
  - Vancello a dicere
  - Overo lè perdute
  - Napule
- Raffaello Live (2007) (CD+DVD)
  - CD:
  - Ma che favola (inédit)
  - Giuro che ti amo (inédit)
  - Ma questo non è amore (inédit)
  - Intro live
  - La nostra storia
  - 'O vuò bbene ancora
  - Vai via adesso
  - Se ancora non ti va
  - Vivo di te (avec Nancy)
  - Scivola quel jeans
  - DVD:
  - Intro live
  - La nostra storia
  - Nun ce fanno lassà
  - Nun po' continuà
  - Ce suoffre ancora
  - Tuo padre non vuole
  - Se ancora non ti va
  - Tirati su quei pantaloni
  - Vai via adesso
  - 'O sarracino
  - Napule
  - Vivo di te (avec Nancy)
  - Vancello a dicere
  - Te vengo a piglià
  - Mente cuore
  - So' femmene
  - Scivola quel jeans
  - 'O vuò bbene ancora
  - La nostra storia